# Carmelo Tomaselli
Carmelo Adolfo Tomaselli (ur. 9 maja 1938) – argentyński bokser, olimpijczyk.
Reprezentował Argentynę w boksie na Letnich Igrzyskach Olimpijskich 1956, które odbyły się w Melbourne.